# Zeche Nachgedacht
Die Zeche Nachgedacht ist ein ehemaliges Steinkohlenbergwerk in Durchholz. Das Bergwerk war 32 Jahre in Betrieb.  Es gehörte zum Märkischen Bergamtsbezirk und dort zum Geschworenenrevier Hardenstein.

## Bergwerksgeschichte
Am 6. Mai des Jahres 1842 wurde ein Längenfeld verliehen, im Anschluss an die Verleihung war das Bergwerk in Betrieb. Vermutlich war das Bergwerk danach wieder außer Betrieb, denn im Mai des Jahres 1847 erfolgte eine erneute Inbetriebnahme. Im selben Jahr wurde begonnen, den tonnlägigen Schacht Rudolph abzuteufen und im August wurde mit dem Abbau begonnen. In den Jahren 1854 bis 1865 war das Bergwerk in Betrieb. Im Jahr 1855 wurden mit 16 Bergleuten 11.809 preußische Tonnen Steinkohle gefördert. Im Jahr 1867 wurde das Bergwerk wieder außer Betrieb genommen. Im Jahr 1871 wurde das Bergwerk erneut in Betrieb genommen. Im darauffolgenden Jahr wurden mit 15 Bergleuten 409 Tonnen Steinkohle gefördert. Im Jahr 1874 wurden von 43 Bergleuten 3194 Tonnen Steinkohle gefördert. Ab dem 3. Quartal des darauffolgenden Jahres wurde das Bergwerk wieder außer Betrieb genommen. In den Jahren 1880 bis 1910 wurde die Berechtsame der Zeche Blankenburg zugeteilt. Im Jahr 1913 wechselte die Berechtsame von der Zeche Blankenburg zur Zeche Vereinigte Hammertal. Im Jahr 1933 kam es mit weiteren Zechen zur Konsolidation zur Zeche Elisabethenglück.